# 가족 사진 (보이저 1호)

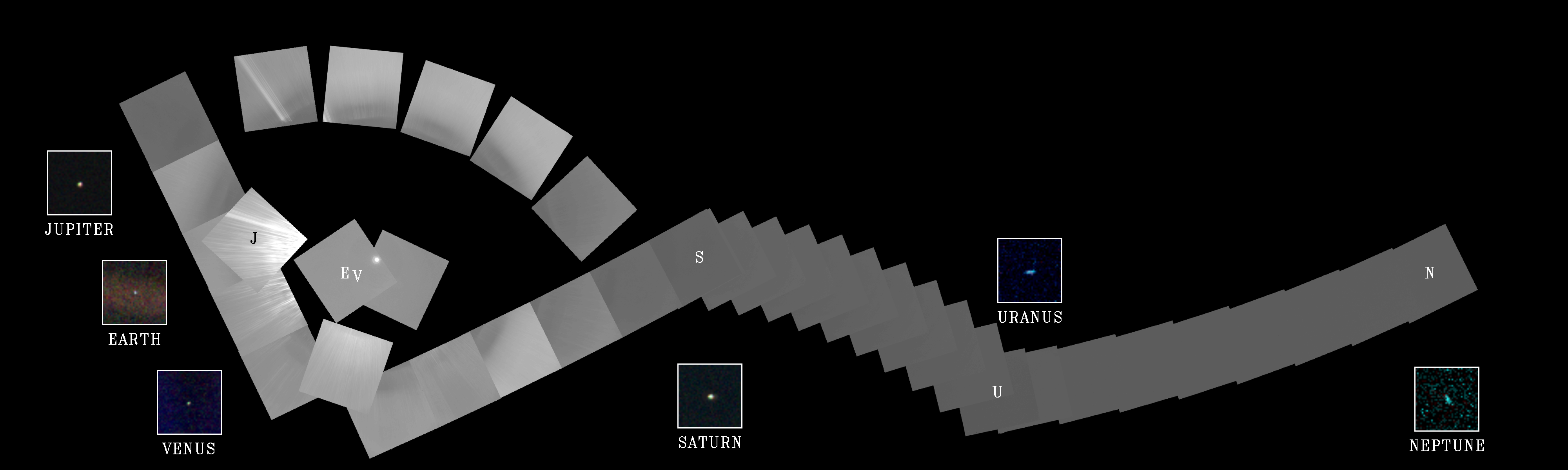
보이저 1호가 찍은 태양계의 여섯 행성 사진.

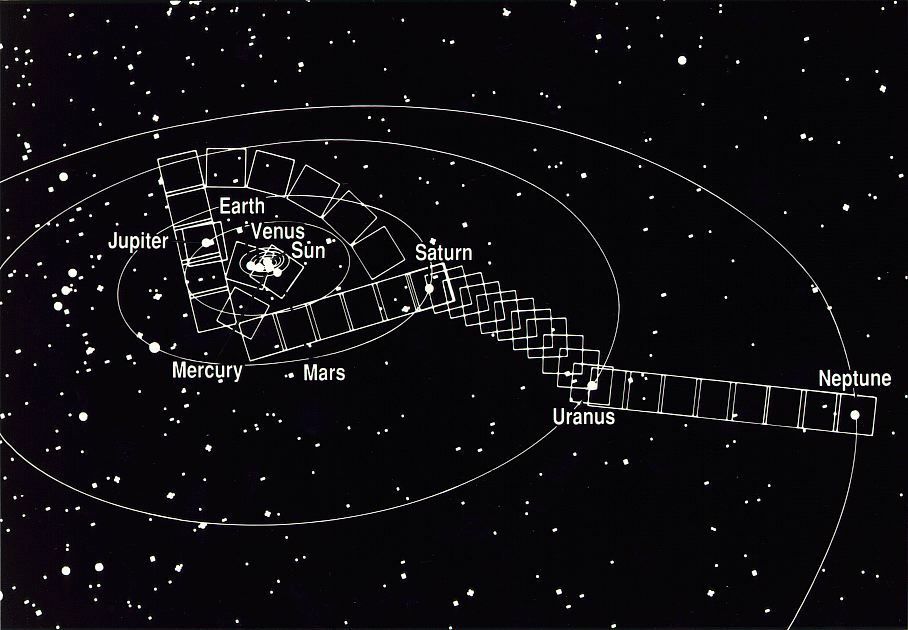
보이저 1호가 찍은 태양계의 여섯 행성 사진의 다이어그램

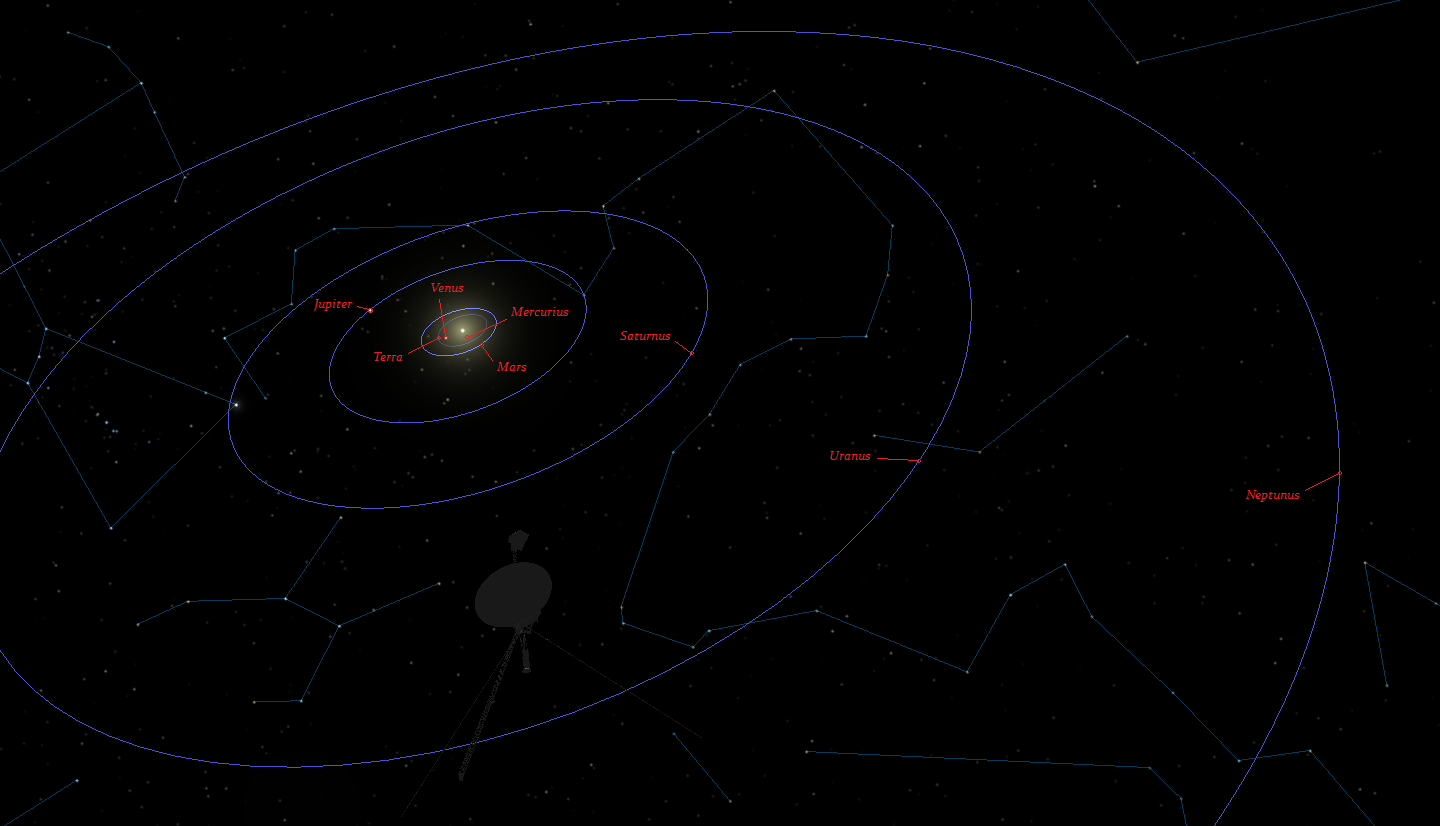
셀레스티아로 렌더링한 것이다.

가족 사진(Family Portrait) 또는 행성 사진(Portrait of the Planets)은 1990년 2월 14일 보이저 1호가 60억 킬로미터 거리에서 촬영한, 태양계 여섯 행성들의 사진이다. 가족 사진은 60개의 낱장을 조합한 것이다. 보이저 1호는 성간 영역으로 진입하기 전 최후로 이 사진을 남겼다. 이 중 지구 부분은 '창백한 푸른 점'이라는 이름이 붙은 유명한 사진이 되었다. 보이저 계획에서 화상 팀을 맡았던 천문학자 칼 세이건은 이 사진을 찍기 위해 여러 해에 걸쳐 동료들을 설득했다.
이 사진은 지구에서 60억 킬로미터 거리에서 촬영했으며, 촬영 당시 보이저 1호는 황도면에서 32도 떨어진 위에 있었다. 태양계를 아래로 내려다 보는 각도에 있었기 때문에 태양계의 6개 행성들을 찍을 수 있었다. 보이저 2호의 경우는 황도면보다 아래쪽을 향해 진행했으며 각도도 크지 않았기 때문에, 강렬한 태양빛에 가려 행성들을 촬영하기가 곤란했다.
모자이크 사진에는 여섯 개의 행성들이 찍혀 있다. 우측에서 좌측 순으로 해왕성, 천왕성, 토성, 태양, 금성, 지구, 목성이다.
이 사진은 실제 사람의 눈으로 보이는 것과는 다르게 찍혔다. 그 이유는 최대한 정교한 촬영을 수행하기 위해, 각 천체마다 다른 노출 시간 및 다른 필터를 사용했기 때문이다. 태양의 경우 강한 빛 때문에 촬상관에 손상을 주지 않기 위해, 가장 어두운 필터를 사용했고 노출 시간도 짧게 했다. 사진들 대부분은 와이드 앵글이었지만 태양 근처 행성들의 경우 좁은 앵글로 찍었다.

## 같이 보기
- 창백한 푸른 점

## 참고 문헌
- BBC 다큐멘터리 행성 : 제8화 운명
- NASA: Visible Earth
- Planetary Society: Voyager's Last View 보관됨 2007-05-25 - 웨이백 머신
- NSSDC Photo Gallery: Solar System Family Portrait